# Shunji Yanai
Shunji Yanai (Japans: 柳井俊二, Yanai Shunji) (Tokio, 15 januari 1937) is een Japans rechter en rechter-president van het Internationale Zeerechttribunaal.

## Levensloop
Yanai studeerde in 1961 af in de rechten aan de Universiteit van Tokio. Aansluitend werkte hij voor het Ministerie van Buitenlandse Zaken.
Hier was hij afdelingsleider op het ministerie, en ambassadeur in Zuid-Korea en de Verenigde Staten. Daarnaast was hij in 1968 en 1969 afgevaardigde tijdens de United Nations Conference on the Law of Treaties. Van 1997 tot 1999 was hij plaatsvervangend Minister van Buitenlandse Zaken.
Sinds 1 oktober 2005 is Yanai rechter bij het Internationale Zeerechttribunaal in Hamburg. Zijn ambtsperiode heeft een looptijd tot 30 september 2014. Daarnaast is hij hier rechter-president sinds oktober 2011. Verder is hij adviseur voor verschillende bedrijven, waaronder Mitsubishi Electric.
- CiNii: DA15826536
- Gemeinsame Normdatei: 1201906016
- International Standard Name Identifier: 0000 0000 8193 7882
- Library of Congress Control Number: no2008153169
- Bibliotheek van het Japanse parlement: 01081131
- Nederlandse Thesaurus van Auteursnamen: 341120197
- Virtual International Authority File: 2294855
- WorldCat: E39PBJt8kVHWM9fYqgTHhgqYT3